# Mont-Roc
Mont-Roc is een gemeente in het Franse departement Tarn (regio Occitanie) en telt 173 inwoners (1999). De plaats maakt deel uit van het arrondissement Castres.

## Geografie
De oppervlakte van Mont-Roc bedraagt 14,6 km², de bevolkingsdichtheid is 11,8 inwoners per km².

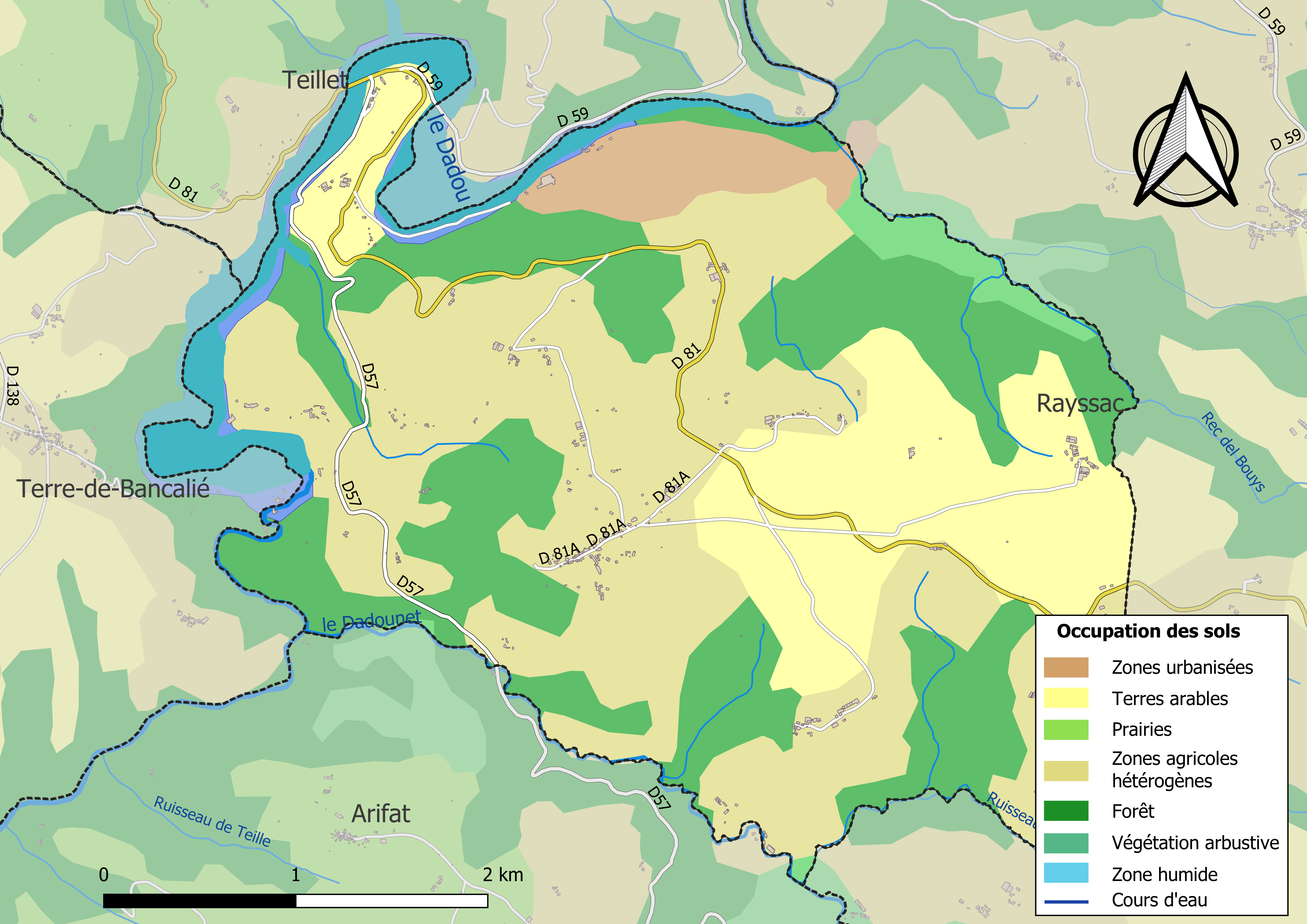
Kaart van de gemeente met de belangrijkste infrastructuur, bodemgebruik en omliggende gemeenten

## Demografie
Onderstaande figuur toont het verloop van het inwonertal (bron: INSEE-tellingen).